# Monesi di Triora
Monesi di Triora is een plaats (frazione) in de Italiaanse gemeente Triora.